# Mataporquera

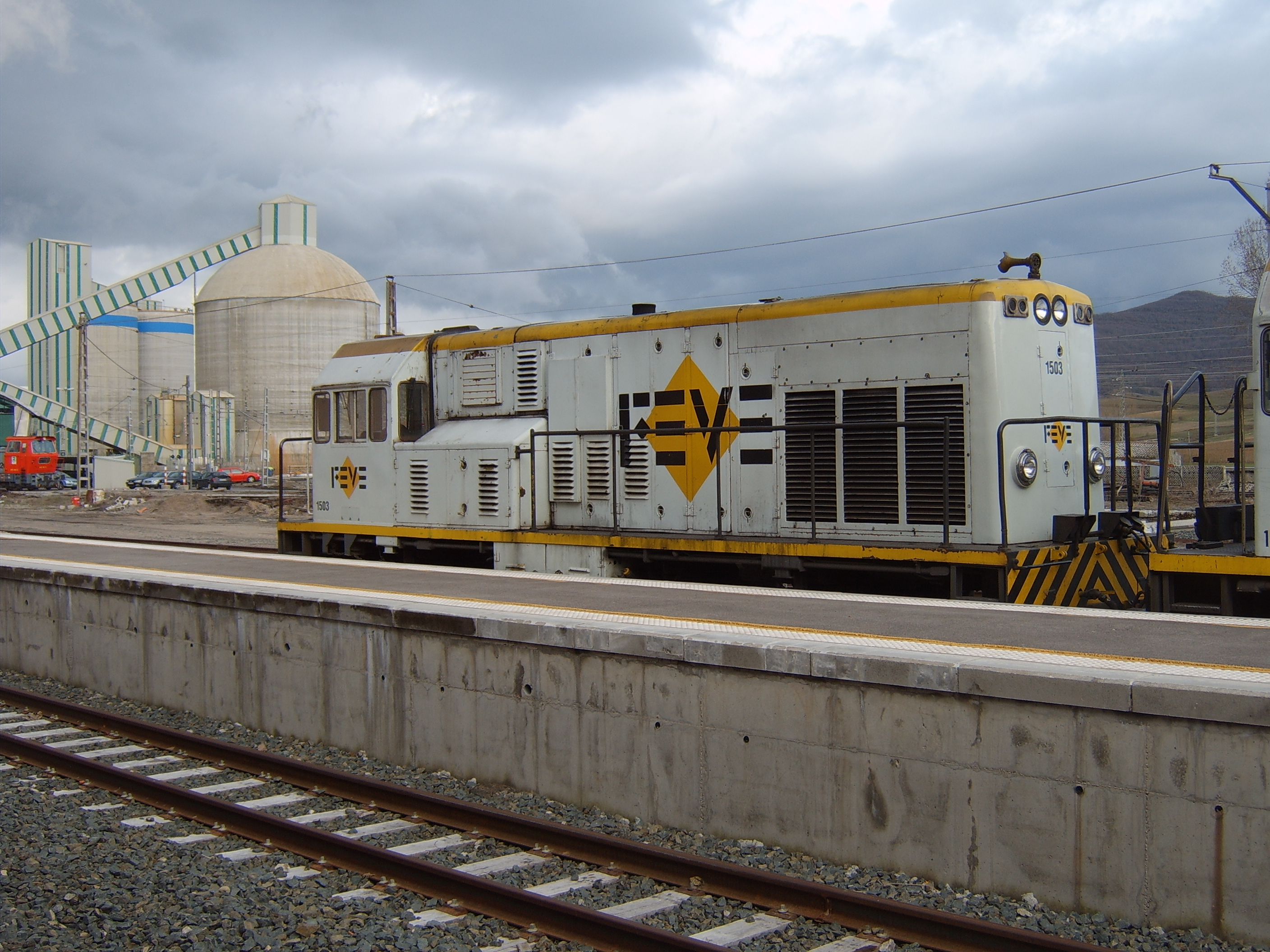
Estación de la línea de ancho métrico de Adif en Mataporquera, con una locomotora de la extinta FEVE.

Mataporquera es la capital y localidad más poblada del municipio de Valdeolea (Cantabria, España). Se encuentra a 953 metros de altitud sobre el nivel del mar, y dista 92 kilómetros de la capital cántabra Santander. En el año 2024 contaba con una población de 648 habitantes (INE).

## Patrimonio histórico
Hasta finales del siglo XIX, Mataporquera era una localidad más del ayuntamiento de Valdeolea, con dedicación agrícola y ganadera y un caserío reducido que en parte se conserva en la parte alta de la población, en la zona de la iglesia vieja. La construcción del trazado del ferrocarril Alar del Rey-Santander en 1857 y el de vía estrecha Bilbao-La Robla en 1894 convierten a Mataporquera en un nudo importantísimo de comunicaciones que va a ser tenido en cuenta por diversos inversores industriales.
Mataporquera perderá en la primera mitad del nuevo siglo sus antiguas señas de identidad para ser sustituidas por estaciones, fábricas, almacenes, viviendas para los obreros y edificios públicos. Apenas quedan restos de la primera de sus industrias modernas, la cristalería de Nuestra Señora de Guadalupe, fundada en 1905, que tuvo una existencia efímera hasta 1926. Sí sigue en funcionamiento Cementos Alfa, que inició su andadura en 1930
En la actualidad las infraestructuras de Ferronor han sido adquiridas por otra empresa, la cual ha rehabilitado y modificado las instalaciones. Por otra parte, en el año 2005, aproximadamente, el edificio de la estación de ancho métrico de FEVE (actualmente, de Adif) fue restaurado y es una de las principales estaciones de viajeros y trenes de mercancías, especialmente de carbón. En uno de los almacenes adjuntos se construyó el Centro de Interpretación del Ferrocarril, gestionado por la Asociación Amigos del Ferrocarril.

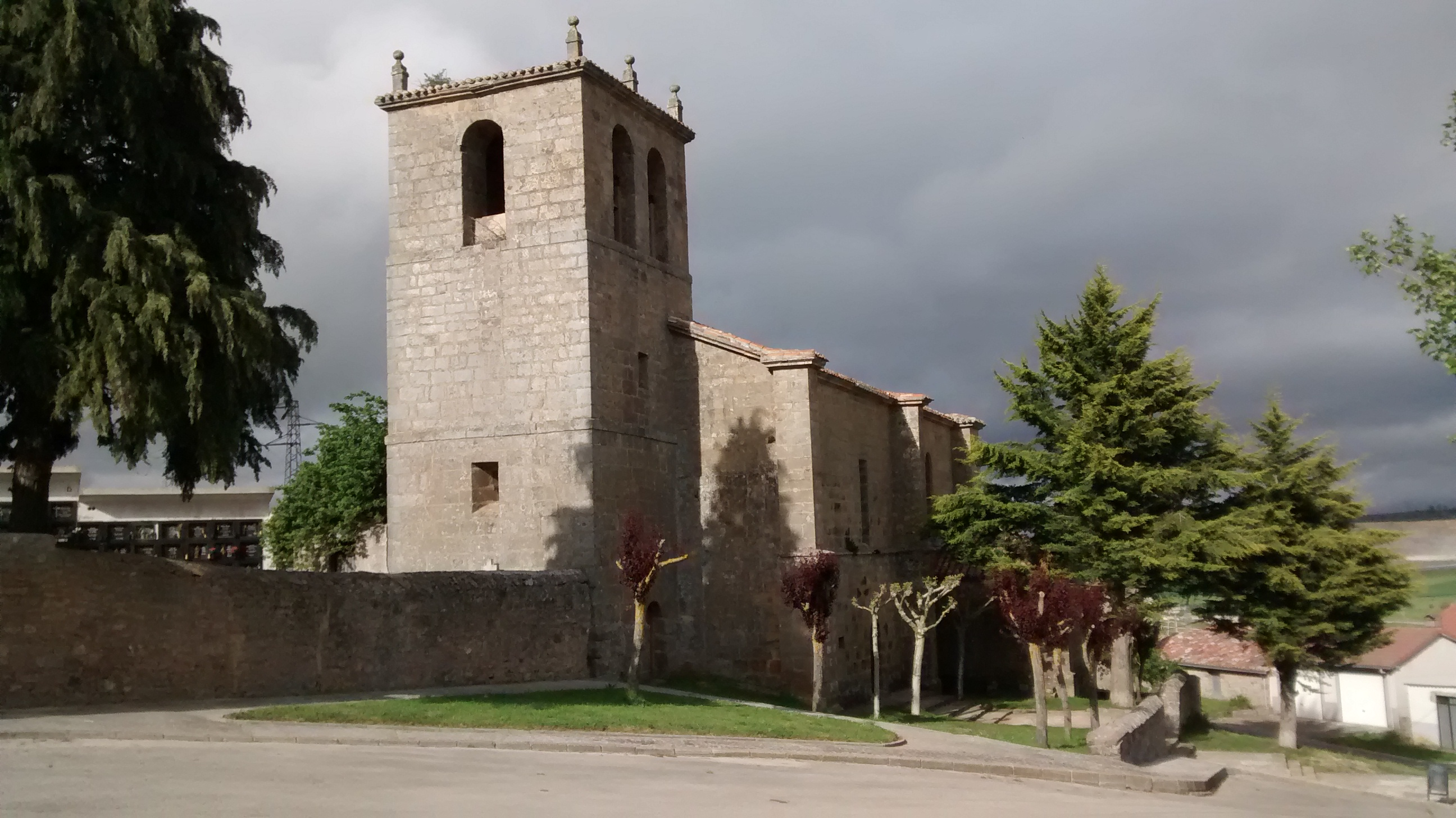
Iglesia de Santa Eulalia.

En el casco urbano se levantan mezcladas viviendas obreras desocupadas y de escaso valor arquitectónico con edificios protorracionalistas con recuerdos de lenguajes históricos, como la casa ayuntamiento, el edificio del Hogar del Pensionista o las casas para directivos de las antiguas empresas. En el centro de Mataporquera, enfrente mismo de la fábrica de Cementos Alfa, con quien es imposible competir en escala e, incluso en valor simbólico, se levanta la Capilla de la Virgen del Carmen, construida en 1948 en un estilo funcional y en cierto sentido vanguardista.
En el barrio viejo, en el punto más alto de la localidad se ubica la iglesia parroquial de Santa Eulalia. Consta de una nave con torre a los pies y es un edificio rehecho prácticamente por entero en el siglo XVIII en una línea desornamentada aunque monumental. En el interior tiene interés el retablo mayor, obra decorativista, en la que se pueden ver las manos de los artistas que tallaron los retablos colaterales de la iglesia de Valdeprado del Río.
De Mataportquera parte la denominada Ruta de los Menhires de Valdeolea (PR-S 61), encontrándose próximo a Mataporquera, en el lugar conocido como "El Monte" un menhir de la Edad del Bronce conocido con el nombre de "El Cañón" por la forma que estuvo casi vencido sobre el terreno durante mucho tiempo.

### Fiestas
Sus principales fiestas son:
- Santa Eulalia, el 12 de febrero. Es tradicional este día degustar las orejuela, típico dulce de Valdeolea.
- Nuestra Señora del Carmen, el 16 de julio. Esta fiesta es conocida por el descenso de carriculos, el concurso de olla ferroviaria que es el más longevo de todos los concursos de ollas ferroviarias conocidos, además de ser el pueblo que las vio nacer, y por sus verbenas y conciertos gratuitos de artistas de primer nivel, tales como Camela, Demarco Flamenco, Mojinos Escozios y un sinfín de artistas más.

## Paisaje y naturaleza
Mataporquera sufrió durante décadas las consecuencias de sus industrias principales. En la actualidad el cierre de algunas industrias pesadas pero en especial la instalación de filtros en las chimeneas de Cementos Alfa ha conseguido mejorar la limpieza del aire, lo que ha traído mayor calidad de vida para los vecinos de la localidad.
A las afueras de Mataporquera, paralelo a la carretera que asciende al norte del valle, existe un parque en la orilla derecha del río Camesa con buenas choperas y distintas especies de ribera que forman un valioso humedal en el que subsisten distintas especies acuáticas y de anfibios que son el sustento de una rica avifauna entre la que destaca la cigüeña blanca.